# Секелень
Секелень, Секелені (рум. Săcăleni) — село у повіті Нямц в Румунії. Входить до складу комуни Поєнарі.
Село розташоване на відстані 281 км на північ від Бухареста, 57 км на схід від П'ятра-Нямца, 48 км на південний захід від Ясс.

## Населення
За даними перепису населення 2002 року у селі проживали 395 осіб, усі — румуни. Усі жителі села рідною мовою назвали румунську.